# 팀 케널리
팀 케널리(Timothy James Kennelly, 1986년 12월 5일 ~ )은 호주 출신의 프로 야구 선수이며, 호주 프로 야구 퍼스 히트의 소속 외야수이다. 팀 내 포수인 맷 캐넬리와는 형제 사이여, 아버지는 골프 PGA 베테랑인 마이크 케넬리이다.